# Thuylamea camelus
Thuylamea camelus is een garnalensoort uit de familie van de Alpheidae. De wetenschappelijke naam van de soort is voor het eerst geldig gepubliceerd in 2001 door Nguyên.